# Rétinaculum de la patella
Le rétinaculum de la patella (ou aileron de la patella ou aileron rotulien) est le tissu fibreux situé sur les côtés de la patella.

## Description
Le rétinaculum de la patella est constitué de deux parties : le rétinaculum médial de la patella et le rétinaculum latéral de la patella. Ce sont des lames fibreuses minces et triangulaires qui s'insèrent par la base aux côtés de la patella et le sommet sur les condyles du fémur.
Le rétinaculum latéral est une extension du tendon quadricipital et de l'aponévrose fibreuse du muscle vaste latéral.
Le rétinaculum médial est une extension du tendon quadricipital et de l'aponévrose fibreuse du muscle vaste médial.

## Anatomie fonctionnelle
Les rétinaculum de la patella stabilisent celle-ci au niveau de l'articulation du genou.